# Povljane
Povljane ou Povljana é um município (Općina) da Croácia localizado no condado de Zadar.